# Cyperus ohwii
Cyperus ohwii (лат.) — вид растений семейства осоковые, произрастающий в Азии (в том числе в Японии) и Австралии. Видовое название присвоено в честь японского ученого-ботаника Дзисабуро Ои. Вид описан ботаником Георгом Кюкегталем.

## Описание
Многолетнее корневищное растение. Стебли трехгранные 100—200 см в длину. Соцветие раскидистое длиной до 30 см. Листья острые. Цветки трёхтычиночные. Орешки трехгранные продолговато-эллипсоидные пепельно-серой окраски с мелко сетчатой структурой поверхности.